# Choi Jung-hui
Choi Jung-hui (koreanisch 최중희; * 2. Dezember 1951) ist eine ehemalige südkoreanische Eisschnellläuferin.
Choi nahm von 1968 bis 1972 an nationalen Wettbewerben und nur in der Saison 1971/72 an internationalen Rennen teil. Dabei belegte sie bei den Olympischen Winterspielen 1972 in Sapporo den 31. Platz über 1000 m sowie jeweils den 22. Rang über 500 m und 1500 m und holte bei der Winter-Universiade 1972 in Lake Placid die Bronzemedaille über 3000 m sowie die Silbermedaille über 500 m. Zudem wurde sie dort Vierte über 1000 m.

## Persönliche Bestzeiten
| Disziplin | Zeit        | Datum            | Ort       |
| --------- | ----------- | ---------------- | --------- |
| 500 m     | 46,60 s     | 1. März 1970     | Matsumoto |
| 1000 m    | 1:37,57 min | 11. Februar 1972 | Sapporo   |
| 1500 m    | 2:29,79 min | 9. Februar 1972  | Sapporo   |
| 3000 m    | 5:17,60 min | 13. Februar 1971 | Sapporo   |